# Giovanni Pisano
Giovanni Pisano (c. 1250–1314) foi escultor italiano, filho do também escultor Nicola Pisano.

## Obras
Seu estilo é mistura do Gótico francês com o clássico. Entre seus trabalhos destacam-se:
- Púlpito da Catedral de Siena (1265–68);
- Desenho arquitônico e esculturas da fachada da Catedral de Siena (c. 1285);
- Púlpito da igreja de Sant'Andréia, em Pistoia (1301): os cinco alto-relevos do púlpito são: Anunciação e Natividade, A Adoração dos Pastores, Sonho dos Reis Magos e Anjo avisando José, O Massacre dos Inocentes, A Crucificação e O Julgamento Final.
- Púlpito da Catedral de Pisa (1302–11).

Giorgio Vasari incluiu biografia de Pisano em sua obra "As Vidas dos Artistas".